# کینگز، شهرستان اوگل، ایلینوی
کینگز (به انگلیسی: Kings) یک منطقهٔ مسکونی در ایالات متحده آمریکا است که در ایلینوی واقع شده‌است. کینگز ۲۷۰٫۰۶ متر بالاتر از سطح دریا واقع شده‌است.